# Airspeed Horsa
Airspeed Horsa – brytyjski szybowiec transportowy z II wojny światowej, produkowany przez Airspeed Ltd. Nazwa szybowca pochodzi od Horsy, legendarnego wojownika i władcy Kentu.

## Historia rozwoju konstrukcji
Szybowiec zbudowany według wymagań X.26/40 z grudnia 1940 roku na szybowiec transportowy mogący przewozić 20–25 żołnierzy oraz sprzęt i lądować w przygodnym terenie. Szybowiec miał mieć konstrukcję drewnianą, aby wykorzystać wolne moce produkcyjne nie obciążonego jeszcze zadaniami dla wojska przemysłu meblarskiego.
Ministerstwo Lotnictwa, po zapoznaniu się z projektem zespołu konstrukcyjnego pod kierownictwem H. Tiltmanna, zamówiło siedem egzemplarzy prototypowych. Dwa z nich zostały zmontowane w zakładach Fairey przy lotnisku Heathrow i posłużyły do prób w locie. Pozostałych pięć powstało w Airspeed Ltd. w Portsmouth jako egzemplarze doświadczalne dla armii.
Produkcję seryjną, obok wytwórni Airspeed, podjęły także przedsiębiorstwa Austin Motor Company i Harris Lebus (producent mebli) z poddostawcami. Zbudowano około 3800 szybowców.

## Wersje
- AS.51 Horsa Mk I – wersja podstawowa
- AS.58 Horsa Mk II – wersja z odchylanym dziobem zamocowanym na zawiasach, ułatwiającym załadunek i rozładunek szybowca.

## Zastosowanie bojowe
Szybowce Horsa były, obok amerykańskiego szybowca Waco CG-4 Hadrian, podstawowym sprzętem transportowym brytyjskich wojsk powietrznodesantowych. Były używane m.in. podczas desantu na Sycylii, lądowania w Normandii, operacji „Market Garden” i forsowania Renu pod Wesel (operacja „Varsity”). Kilku egzemplarzy używała także armia amerykańska. Do holowania wymagały czterosilnikowych samolotów takich jak Handley Page Halifax lub Short Stirling – szczególnie w gorącym klimacie. Były lubiane przez załogi m.in. z uwagi na zastosowane podwozie z kołem przednim – co chroniło szybowiec przed kapotażem podczas lądowania w grząskim gruncie.

## Opis konstrukcji

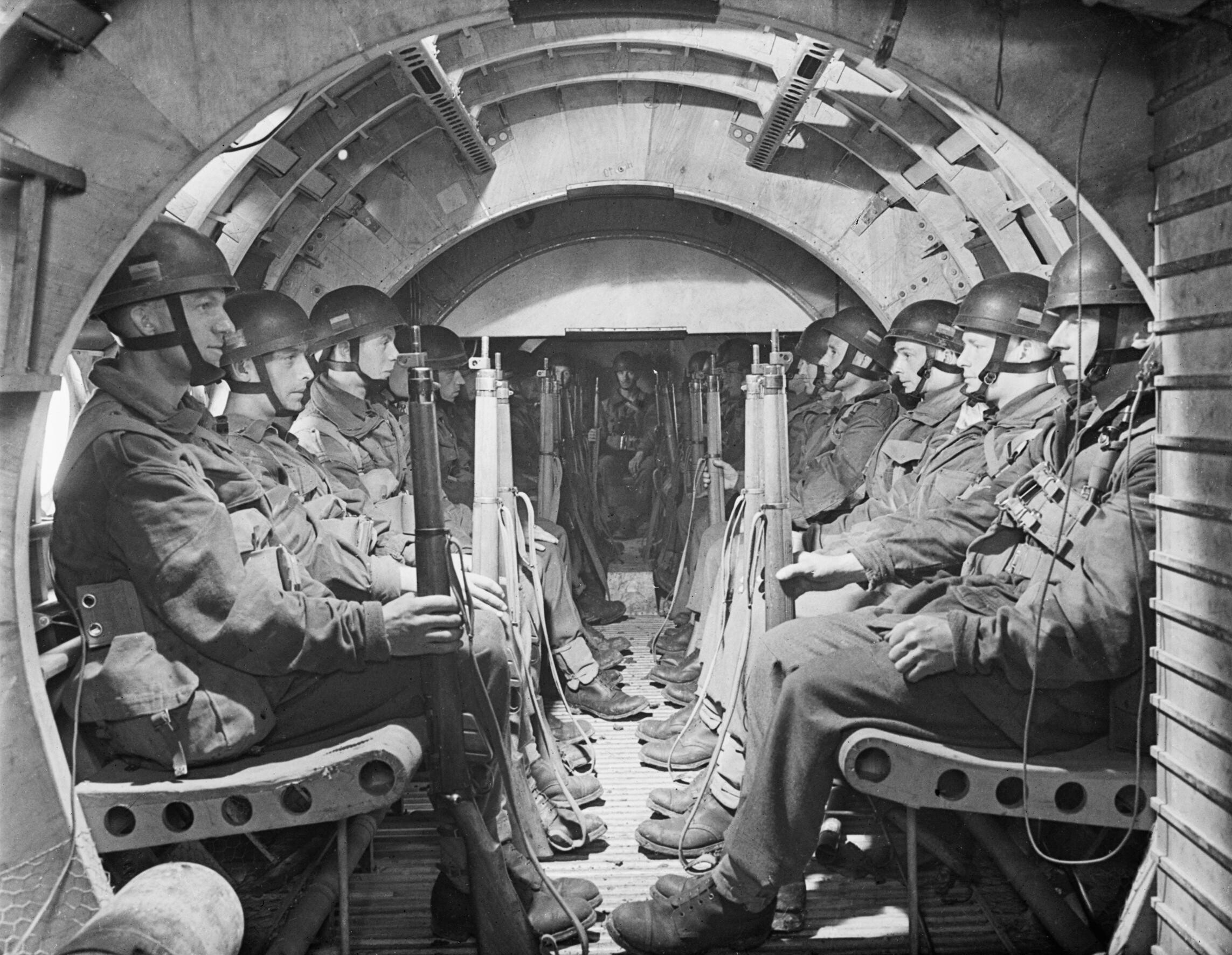
Żołnierze w kabinie szybowca

Szybowiec Airspeed Horsa był drewnianym wolnonośnym górnopłatem o konstrukcji półskorupowej. Przednia część kadłuba z ładownią miała przekrój kołowy, tylna stożkowy, bocznie spłaszczony. Kabina pilotów była wysunięta do przodu, co zapewniało doskonałą widoczność, ale narażało załogę podczas lądowania w trudnym terenie.
Szybowiec był przystosowany do transportu 25 (Mk II – 28) żołnierzy z wyposażeniem lub ładunku, np. dwóch samochodów Willys Jeep albo jednego jeepa i haubicy M3A1 kal. 75 mm. Załadunek i wyładunek odbywały się przez duże drzwi z lewej strony kadłuba, mniejsze drzwi z prawej strony, a w warunkach polowych po odłączeniu tylnej części kadłuba (w zależności od wersji: odstrzeliwaną za pomocą ładunków wybuchowych lub odchylaną na zawiasach). W szybowcach Horsa Mk II zastosowano odchylaną na bok kabinę pilotów, umożliwiającą bezpośredni wjazd i wyjazd z ładowni.
Szybowiec był z założenia sprzętem wielokrotnego użytku, jednak praktyka pokazała co innego. Lądowanie w silnie bronionym obszarze, często w warunkach przeładowania konstrukcji, potrzeba szybkiego rozładowania samochodów lub innego przewożonego sprzętu sprawiła, że zdecydowana większość szybowców z powodu uszkodzeń po lądowaniu nie nadawała się do dalszego wykorzystania. Jednak możliwość lądowania szybowca w konkretnym miejscu (brak rozproszenia sił jak w desancie spadochronowym) oraz przewożony w szybowcu sprzęt stanowiły tak istotne zalety, że szybowce transportowe (w tym Airspeed Horsa) były szeroko wykorzystywane podczas II wojny światowej.